# Apple A9
Az Apple A9 egy Apple tervezésű 64 bites ARM alapú egylapkás rendszer. Az iPhone 6S és 6S Plus készülékekben jelent meg, 2015. szeptember 9-én. Ez az első olyan A-sorozatú csip, amelyet több beszállítótól rendelt meg a cég: a Samsung és a TSMC is gyártja, egyszerre különböző csíkszélességgel. Az Apple értékelő szerint a csip 70%-kal nagyobb CPU teljesítményt és 90%-kal nagyobb grafikai teljesítményt nyújt elődjéhez, az Apple A8-hoz képest. A csipet a média – energiahatékonyságának kiemelésével – a Samsung Exynos 8890 és a Qualcomm Snapdragon 820 rendszerek mellett emlegeti.

## Kialakítás
Az A9-est az Apple hardvergyártó részlege tervezte, így tehát a tervezők speciálisan a cég igényeinek megfelelő csipet alkottak. Ennek fő jellemzője a Twister kódnevű (magyarul: forgószél, tornádó) 64 bites, 1,85 GHz-es kétmagos ARMv8-A CPU. Az iPhone 6S-ba szerelt A9 2 GiB LPDDR4 RAM-ot tartalmaz a tokozásban. Az A9-esben magonként egy első szintű (L1) gyorsítótár található, 64 KiB-os adat- és 64 KiB-os utasítás-gyorsítótárral, egy 3 MiB-os osztott, mindkét processzormag által közösen használt második szintű (L2) gyorsítótár és egy 4 MiB méretű harmadik szintű gyorsítótár, amely az egész egylapkás rendszert kiszolgálja és victim tárként is működik.
Az A9 egy új képfeldolgozó processzort tartalmaz, amelyet eredetileg az A5-ben vezettek be és utoljára az A7-ben frissítettek. Ebben javítottak az idő- és térbeli zajcsökkentésen, valamint a lokális színleképzésen. Az A9 magában foglal egy beágyazott M9 mozgásfeldolgozó koprocesszort is, ez megfelel az A7-tel együtt bemutatott külső M9-es segédprocesszornak. A gyorsulásmérő, giroszkóp, iránytű és barométer kiszolgálásán kívül az M9-es koprocesszor képes a Siri rendszer beszédhangon kiadott parancsainak felismerésére is.
Az A9 egyedi memóriaszervezést alkalmaz, amelyben egy Apple által tervezett NVMe-alapú vezérlő kommunikál PCIe kapcsolaton keresztül. Az iPhone 6 NAND kialakítása leginkább egy PC stílusú SSD-re hasonlít, nem pedig a mobil eszközökben megszokott beágyazott közös flash memóriára. Ez a memóriateljesítmény tekintetében jelentős előnyt biztosít a csip számára a konkurens gyártók termékeivel szemben, amelyekben gyakran eMMC vagy UFS rendszert használnak a flash memória csatlakoztatására.

### Mikroarchitektúra
Az A9 mikroarchitektúrája hasonlít a A8 csipben használt második generációs Cyclone mikroarchitektúrához.
Egyes jellemzői az alábbiak:
| Futószalag mérete (fokozat)               | 16                |
| Az utasításkibocsátás mélysége            | 6 mikroutasítás   |
| Átrendező puffer (ROB)                    | 192 mikroutasítás |
| Behívási várakoztatás                     | 4 ciklus          |
| Elágazási ciklusveszteség                 | 9 ciklus          |
| Egész-aritmetikai futószalagok            | 4                 |
| Léptető (shifter) ALU-k                   | 4                 |
| Betöltő/tároló egységek                   | 2                 |
| Egész-aritmetikai futószalag puffermérete | 48                |
| Elágazási egységek                        | 2                 |
| Indirekt elágazási egységek               | 1                 |
| Elágazási futószalag puffermérete         | 24                |
| Lebegőpontos ALU-k                        | 3                 |

A csipben megfigyelhető teljesítménynövekedés több technológiai faktornak köszönhető: a legnagyobb szerepet az órajel növelése játssza (1,85 GHz), de nem elhanyagolható a jobb memória-alrendszer, a megnövelt gyorsítótárak, a mikroarchitekturális hangolás és a kisebb technológiai méretek szerepe sem.

### Kettős forrásból való beszerzés
Az Apple A9 csipeket két cég gyártja: a Samsung és a TSMC. A Samsung verzió neve APL0898, 14 nm FinFET eljárással készül, mérete 96 mm2, míg a TSMC változatának neve APL1022, 16 nm FinFET eljárással készül, és mérete 104,5 mm2.
A tervek szerint a két csipváltozat teljesítményének nem lett volna szabad nagyon eltérnie egymástól, de 2015 októberében kiderült, hogy a Samsung által gyártott A9 csipekkel szerelt készülékekben az akkumulátorkapacitás (rendelkezésre álló idő) látszólag kissé alacsonyabb, mint a TSMC csipváltozatával készült eszközökben. Az Apple erre azzal reagált, hogy a fenti jelenség kimutatásához használt tesztek nem megbízhatóak a valós használatban mutatott viselkedés felmérésére, és a felhasználói adatokkal kombinált saját tesztjeik szerint a jelentkező eltérés mindössze 2–3%-os.

### Elnevezési ütközés
Az A9-es csipet meghajtó Twister processzormag az ARM Holdings-tól licencelt ARMv8-A utasításkészlet-architektúrát valósítja meg egy teljesen független CPU-kialakításban, és nincs semmi kapcsolata a sokkal régebbi, ám hasonlóan jelölt ARM tervezésű Cortex-A9 és ARM9 processzorokkal, amelyek az ARM architektúra 32 bites ARMv7-A és ARMv5E változatait implementálják.

### Galéria
A processzorok kinézetre csaknem megegyeznek egymással. A tokozás mérete közel azonos (15,0 × 14,5 mm) és a csipek csak a jelölés szövegében különböznek. A tokozáson belül a lapkaméret természetesen eltérő.

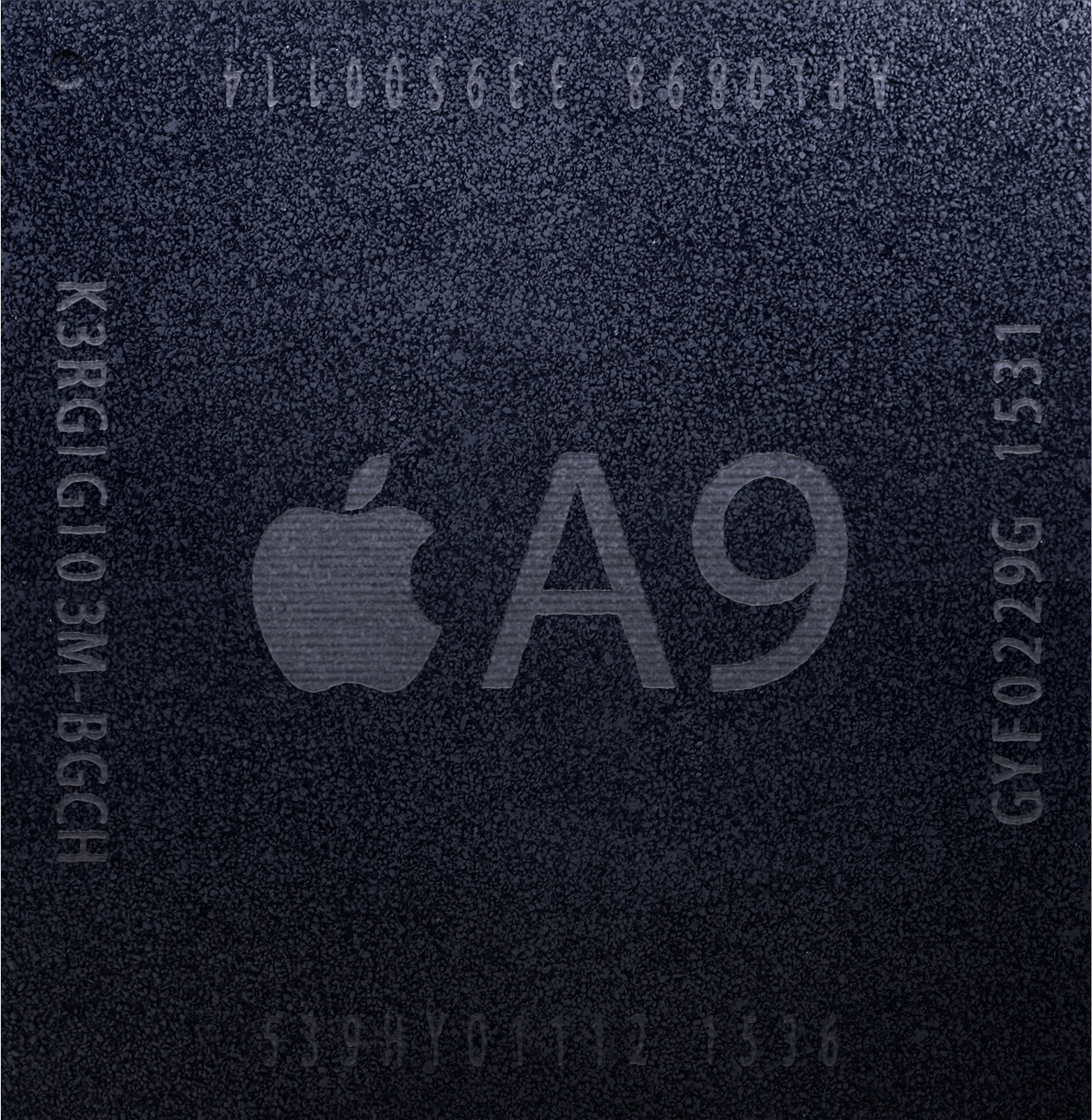
APL0898, az A9 Samsung-féle változata
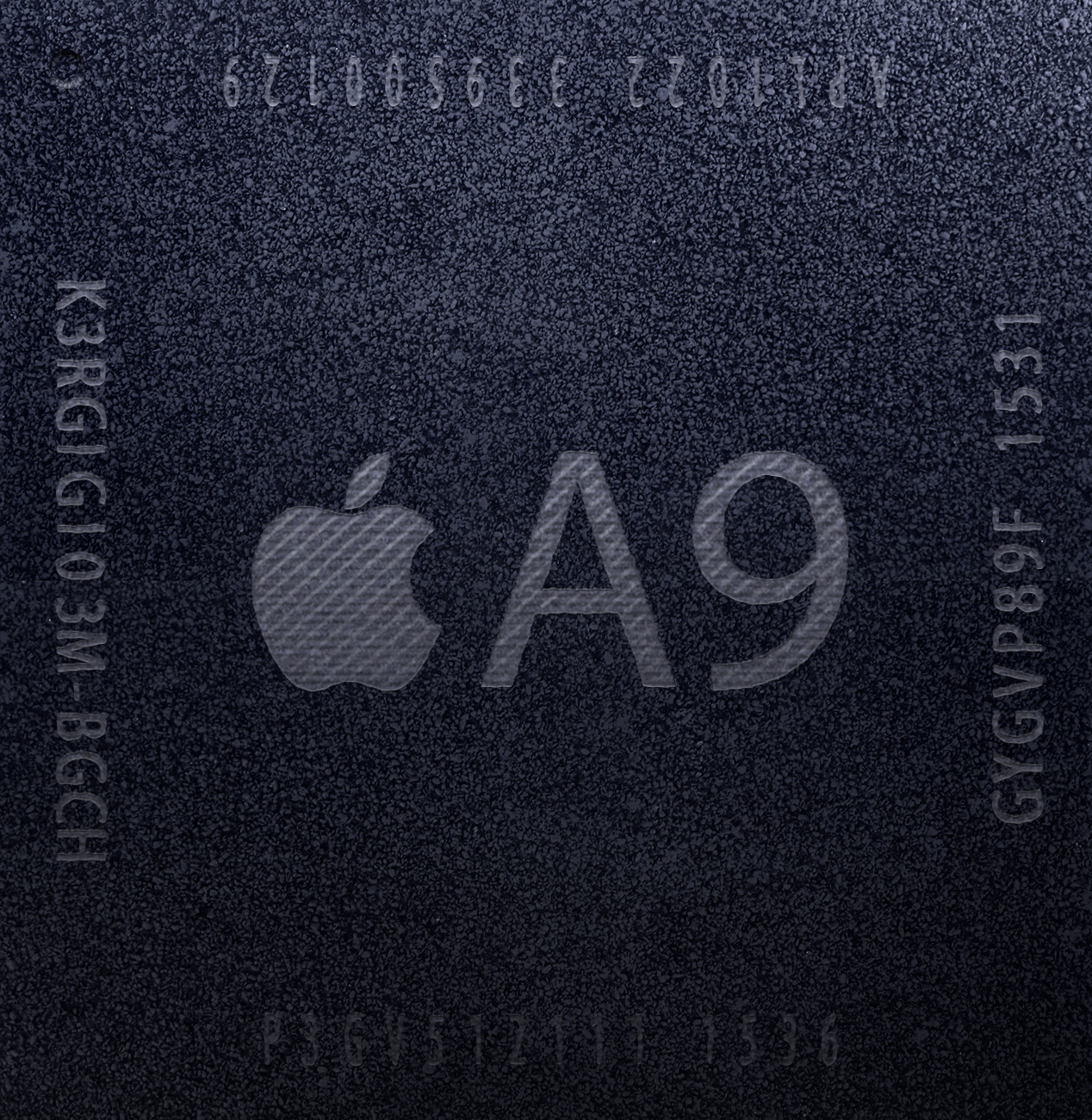
APL1022, a TSMC-féle változat

## Felhasználó eszközök
- iPhone 6S és 6S Plus
- iPhone SE
- iPad 5 (2017)

## Fordítás
Ez a szócikk részben vagy egészben  az   Apple A9 című angol Wikipédia-szócikk ezen változatának fordításán alapul.  Az eredeti cikk szerkesztőit annak laptörténete sorolja fel. Ez a jelzés csupán a megfogalmazás eredetét és a szerzői jogokat jelzi, nem szolgál a cikkben szereplő információk forrásmegjelöléseként.